# Plateliai
Plateliai (Samogitien: Platelē) est une ville située en Samogitie, dans la Municipalité du district de Plungė, dans le Nord-Ouest de la Lituanie, non loin de la frontière avec la Lettonie.
Située sur la rive d'un vaste étang, elle est le siège du Parc national de Žemaitija.
Sa population est de 1 100 habitants.

## Histoire

### Église

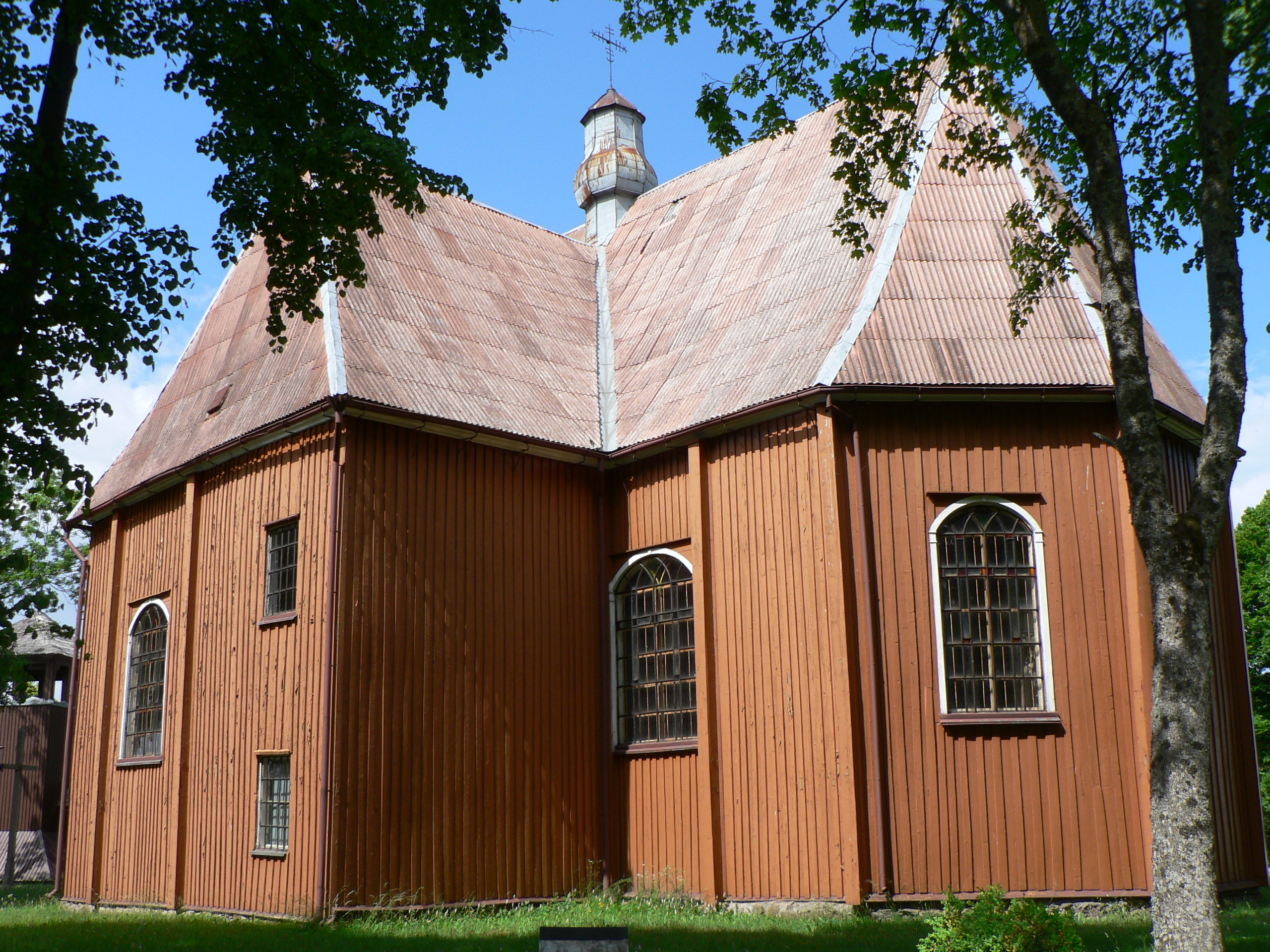
Église de la ville

L'église des saints apôtres Pierre et Paul, dédiée au culte catholique, a été construite en rondins de bois, en 1744, suivant un plan en forme de croix. Elle est entourée par le cimetière, à l'un des angles duquel se trouve le clocher, détaché de l'église.

### Château
Un ancien manoir a existé à Plateliai, construit au XVIe siècle.
Le dernier château de Plateliai a appartenu depuis le début du XIXe siècle et jusqu'en 1940 à la famille de Choiseul Gouffier (en lituanien, Suasel-Gufjé) branche de la Maison française de Choiseul, dont la sépulture existe derrière l'église,.
Il fut reconstruit dans les années 1840, puis habité notamment par Sophie de Choiseul-Gouffier (1790-1878), issue de la famille Tiesenhausen, comtesse de Choiseul Gouffier, demoiselle d'honneur de l'impératrice de Russie, une des premières femmes lituaniennes écrivain.
Le domaine échappe à la réforme agraire de 1922, la famille Choiseul Gouffier étant française, et reste dans cette famille jusqu'à l'invasion soviétique de juin 1940.
Le château se trouvait à la sortie sud du bourg de Plateliai et a été incendié en 1943.
Depuis le début des années 2010, l'ancien domaine du château est géré par le Parc national de Zemaitija, qui en assure la valorisation.
Le parc, dessiné à l'anglaise, et les anciennes dépendances, grange, écurie, étable ,,,, ont été restaurées et réaménagées. Ces dépendances peuvent être louées pour des réceptions. Une partie en est utilisée comme lieu d'exposition.
On y remarque un frêne de la sorcière, vieux d'environ deux siècles.

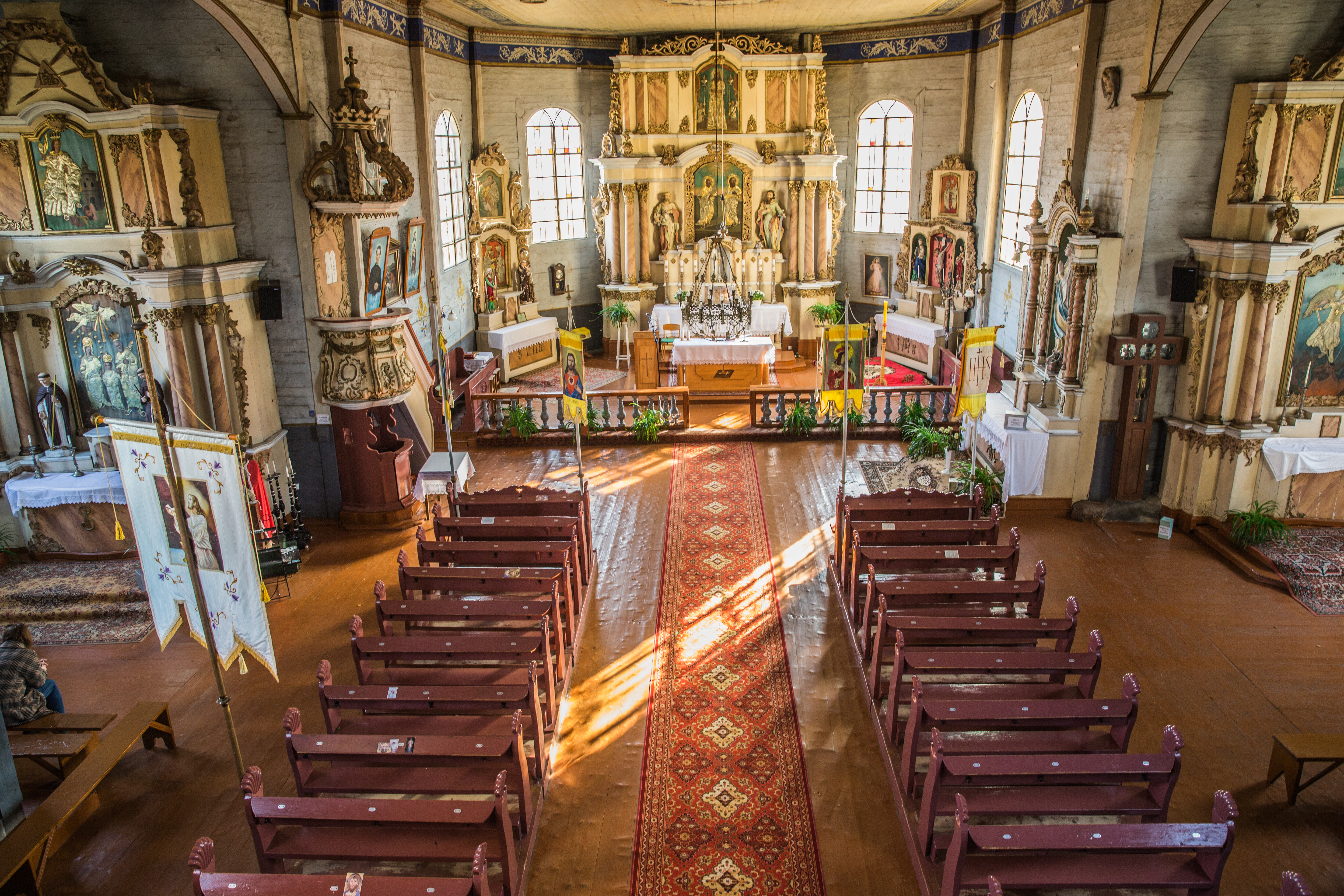
Intérieur de l'église de Plateliai

L'Ile du château, d'une surface d'environ 5 hectares, se trouve dans le Lac de Plateliai, dont la surface est d'environ 1200 hectares et la longueur de côtes d'environ 37 kilomètres. Il ne reste que quelques vestiges du château autrefois situé dans cette île, qui est désormais en grande partie une réserve naturelle. Cette île était accessible par un ancien pont en bois, long d'environ 280 mètres et paraissant remonter au XVIe siècle, dont il ne subsiste que des vestiges sous l'eau.

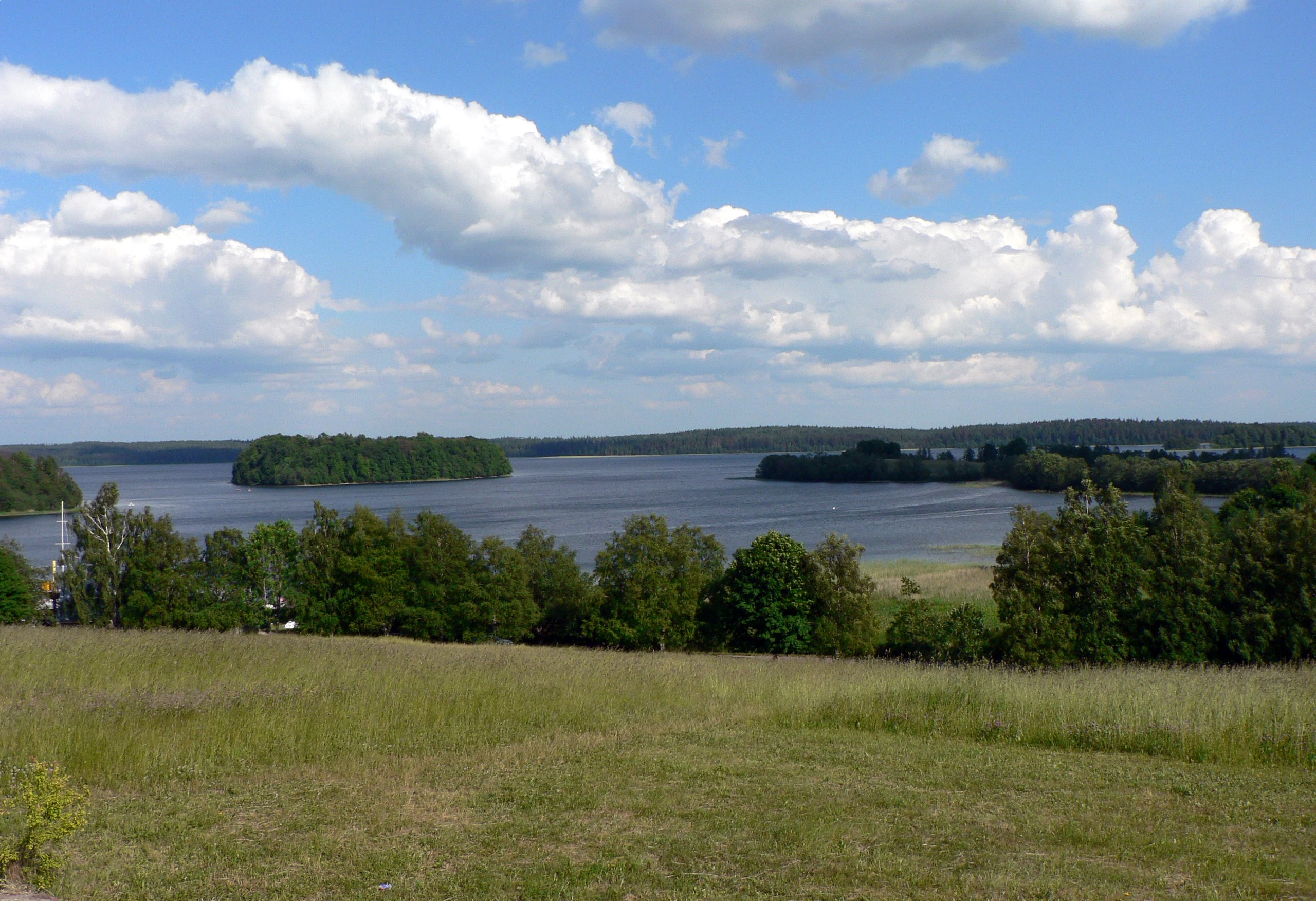
Lac de Plateliai

### Première occupation soviétique
Après avoir envahi la Pologne, à partir du 17 septembre 1939, en accord avec le régime nazi, suivant le Pacte Molotov-Ribbentrop, l'URSS impose dans les jours suivants aux états Baltes le stationnement sur leur sol de troupes soviétiques. À partir de la fin septembre 1939, une armée soviétique de plus de 400.000 hommes puissamment armés stationne sur les trois états Baltes.

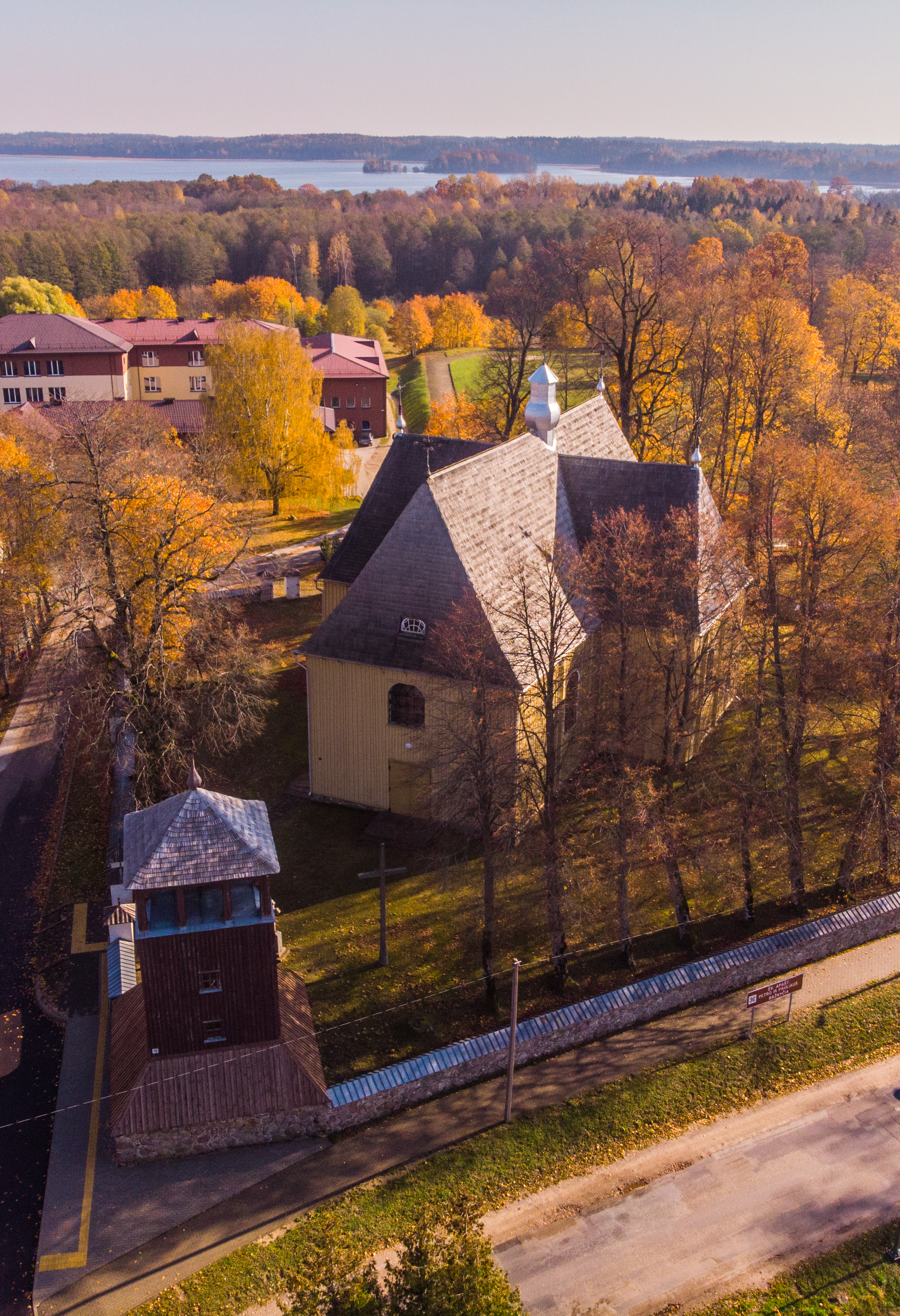
Plateliai : le clocher et l'église ; au fond le lac.

En juin 1940, Staline ordonne à cette armée, sous prétexte de conspiration contre l'URSS, de prendre par la force le pouvoir dans ces trois états : c'est l'occupation soviétique des états Baltes, ou encore l'occupation et annexion des pays baltes. Des gouvernements de type soviétique sont mis en place en août 1940, de nombreux autochtones sont assassinés sommairement ou déportés en Sibérie.
En juin 1941, c'est au tour des nazis de lancer l'occupation allemande des pays Baltes, dans le cadre de l'opération Barbarossa tendant à l'invasion de l'URSS par le régime nazi.

### Occupation allemande
En juin 1941, dès l'invasion par les allemands, les juifs de la ville sont contraints aux travaux forcés. En juillet 1941, les hommes sont assassinés par un einsatzgruppe d'allemands lors d'une exécution de masse dans la forêt voisine de Laumalenka et à la colline de Bokštikalnis. 70 femmes, enfants et personnes âgées sont enfermés dans la synagogue de la ville jusqu'à la fin du mois d'août. Ils seront massacrés dans la forêt de Laumalenka par des nationalistes lituaniens. Une stèle est visible sur le lieu du massacre.

### Seconde occupation soviétique
En janvier 1945, les troupes allemandes sont repoussées par l'armée soviétique, qui occupera à son tour la Lituanie jusqu'aux évènements de janvier, en 1991.